# Paranaitis abyssalis
Paranaitis abyssalis är en ringmaskart som först beskrevs av Hartmann-Schröder 1975.  Paranaitis abyssalis ingår i släktet Paranaitis och familjen Phyllodocidae. Inga underarter finns listade i Catalogue of Life.